# Association de parents d'élèves
Une association de parents d'élèves est une organisation formelle composée de parents d'élèves dont l'objectif est de faciliter la participation des parents dans l'école et de favoriser le dialogue entre eux et le reste de la communauté éducative.

## En France
En France, dans les écoles primaires et les établissements d'enseignement secondaire, les représentants de parents d'élèves, généralement affiliés à une fédération de parents d'élèves, participent au niveau local aux conseils d’école, de classe et d'administration. Les associations participent également au Conseil supérieur de l'éducation et aux conseils académiques et départementaux de l'Éducation nationale.
Les principaux textes régissant la représentation des parents d'élèves sont :
- les articles D.111-6 à D.111-9 du code de l'éducation relatifs aux associations de parents d'élèves[2];
- la circulaire n°2006-137 du 25 août 2006 relative au rôle et à la place des parents à l'école[3];
- la circulaire n°93-294 du 15 octobre 1993 relative à l'utilisation des locaux scolaires par les associations en dehors des heures de formation[4].

Dans leur immense majorité, les 250 000 parents élus dans le premier dégré et les 50 000 élus dans le second degré n'appartiennent pas à des associations ni fédérations
Les principales associations de parents d'élèves des établissements publics sont au niveau national regroupées dans des fédérations représentatives :
- la Fédération des conseils de parents d'élèves (FCPE) ; première organisation, orientée politiquement à gauche - elle obtient 11% des sièges dans le premier degré et 38% dans le second ;
- la Fédération des parents d'élèves de l'enseignement public (PEEP) ;  deuxième fédération en taille mais la première créée (1926), laïque et apolitique, orientée politiquement à droite - 2% des sièges dans le premier degré, 9% dans le second ;
- l’Union nationale des associations autonomes de parents d'élèves (UNAAPE) qui s’interdit toute intervention dans les domaines confessionnels, ethniques et politiques - 1% des sièges dans le premier degré, 2% dans le second.

Ensemble, ces trois fédérations représentent donc 15% des sièges dans le premier degré et un peu moins de la moitié dans le second
Dans les établissements privés, la seule organisation au niveau national est :
- l'Association des parents d'élèves de l'enseignement libre (APEL) ex Union nationale des associations de parents de l'enseignement libre (UNAPEL).
  - l'APEEC (FNAPEEC), disparue en 1998 Association de parents pour l'évolution de l'enseignement catholique

Dans les établissements d'enseignement français à  l'étranger, la principale fédération est :
- la Fédération des associations de parents d’élèves des établissements d’enseignement français à l’étranger (FAPÉE).

## En Belgique
En Belgique, les associations de parents d'élèves sont des acteurs incontournables dans la vie scolaire. Elles regroupent des parents d'une même école qui collaborent avec la communauté éducative et participent au Conseil de participation de l'école.

### Objectifs des associations de parents
Les associations de parents ont plusieurs objectifs clés :
- Renforcer les relations entre les parents d'élèves et la communauté éducative en soutenant divers projets scolaires et en organisant des rencontres entre parents et enseignants.
- Diffuser des informations aux parents à travers des outils de communication, comme le site internet de l'école et le journal scolaire.

### Structure et organisation
Les associations de parents se composent uniquement de parents d'élèves ou de tuteurs légaux. Elles comprennent une assemblée générale et un comité. Le comité, élu pour un mandat de deux ans, est chargé de définir le règlement intérieur et doit comprendre au moins trois membres.

#### Responsabilités du comité
- Organiser une assemblée générale annuelle en collaboration avec la direction.
- Tenir des réunions pour discuter des questions soulevées au Conseil de participation.
- Faciliter la circulation de l'information entre les parents et leurs représentants.
- Encourager la participation active des parents pour les impliquer pleinement dans la vie scolaire.
- Formuler des avis et des recommandations aux parties concernées.

### Engagements de l'école envers les associations de parents
Le directeur de l'établissement doit :
- Fournir les infrastructures et le matériel nécessaires aux activités des associations de parents ;
- Transmettre les circulaires et directives pertinentes au comité ;
- Diffuser les documents produits par l'association de parents ;
- Mettre à disposition un tableau d'affichage accessible aux parents ;
- Communiquer les coordonnées des membres du comité en début d'année scolaire.

| Cadre légal |
| --- |
| - Code de l'enseignement fondamental et de l'enseignement secondaire - Décret portant sur les Associations de parents d'élèves et les Organisations représentatives d'Associations de parents d'élèves en Communauté française - Circulaire n° 4182 du 11/10/2012 - Décret du 30 avril 2009 portant sur les Associations de parents d'élèves et les Organisations représentatives d'Associations de parents d'élèves en Communauté française |

## Pays anglo-saxons
Aux États-Unis et dans plusieurs pays anglo-saxons, le même rôle est tenu par des organisations qui rassemblent, outre les parents eux-mêmes, toutes les composantes des communautés scolaires, sous l'appellation de parent–teacher association/organization (PTA/PTO) ou parent–teacher–student association (PTSA).